# Маца, Иван Людвигович
Ива́н Лю́двигович Ма́ца (венг. Mácza János; 4 августа 1893, Нижни-Грабовец близ Вранова (ныне Словакия) — 14 ноября 1974, Москва) — советский художественный критик, историк искусства и архитектуры венгерского происхождения. Учредитель и председатель ВОПРА, доктор искусствоведения (1936), профессор (1950).

## Биография
Представитель венгерского авангарда, в 1910-х годах Иван Маца сотрудничал в венгерских журналах «Tett» («Действие») и «Ма» («Сегодня»); был помощником режиссёра Национального театра в Будапеште. В 1923 году эмигрировал в СССР, где в 1920-х и 1930-х годах Маца являлся одним из крупнейших художественных критиков. С 1928 года преподавал в МГУ (с 1930 года — профессор); в 1928—1932 годах являлся членом художественного объединения «Октябрь»; в 1930—1936 годах был членом-корреспондентом Коммунистической академии. Входил в редакцию журнала ОСА «Современная архитектура», некоторое время возглавлял ВОПРА.

## Публикации на русском языке
- Искусство современной Европы. — М., 1926.
- Литература и пролетариат на Западе. — М., 1927.
- Искусство эпохи зрелого капитализма на Западе. — М., 1929.
- Очерки по теоретическому искусствознанию. — М., 1930.
- Советское искусство за 15 лет: Материалы и документация. — М.—Л., 1933.
- Творческие вопросы советского искусства. ОГИЗ.ИЗОГИЗ, 1933.
- А. Дейнека. — М., 1959.
- Архитектура Чехословакии. Исторический очерк. — М., 1959.
- История эстетических учений. — М., 1962.
- Проблемы художественной культуры XX века. — М., 1969.

## Комментарии
1. ↑  На сайте «Летопись Московского университета» ошибочно указано, что И. Маца родился на территории нынешней Чехии. Возможно, эта ошибка произошла из-за путаницы между чешским городом Вранов-над-Дийи и словацким Вранов-над-Топлёу. Однако в Чехии нет населённых пунктов, название которых можно передать по-русски в виде Нижни-Грабовец или Нижний Грабовец.